# Ѵ
Ѵ, ѵ（名称 古教会斯拉夫语：Ѷжица，俄语：И́жица, ižica），Ѷ, ѷ（名称 俄语：Ижица с кендемой, ižica s kiendiemoj），是早期西里尔字母之一，它也见于一些其后的斯拉夫语言字母表，一般位于字母表的末尾。Ѵ源自希腊字母upsilon (Y, υ) ，用于拼写来自希腊语的词汇或名称，例如：кѵрилъ (kürilǔ, "西里尔、基里尔") 和флаѵии (flavii, "弗莱维厄斯") ，它用来表示语音/i/（如同字母И）和/v/（如同字母В），格拉哥里字母表中亦有一个与之对应的同名字母Izhitsa (Ⱛ, ⱛ) 。此外，Ѵ也作为二合字母оѵ的一部分用于表示语音/u/；这个二合字母即为西里尔字母中的Uk (Оу, оу) ，当今西里尔字母表中的字母U (У, у) 即来自于其简化版本。
Ѵ和Ѷ现在已不再使用。

## 音值
ѵ 代表 /v/，ѷ 代表 /i/。

## 字符编码
| 字符编码 | Unicode |
| -------- | ------- |
| 大写 Ѵ   | U+0474  |
| 小写 ѵ   | U+0475  |
| 大写 Ѷ   | U+0476  |
| 小写 ѷ   | U+0477  |